# いとこ同志 (映画)
『いとこ同志』（いとこどうし、Les Cousins）は、1959年のフランスの映画。クロード・シャブロルの2作目の長編映画。ヌーヴェルヴァーグの代表的作品の一つ。ベルリン国際映画祭で金熊賞を受賞した。

## 概要
クロード・シャブロルは製作・脚本・監督を務めた。台詞はポール・ジェゴフが担当した。シャブロルの第1作長編の『美しきセルジュ』に続いてジェラール・ブランとジャン＝クロード・ブリアリが主演を演じている。シャブロルは化粧石鹸のコマーシャルで目を付けたジュリエット・メニエルに彼らの相手役のフロランスを演じさせ、映画デビューさせた。
パリで同居を始めることになった、従兄弟同士だが性格が正反対の青年2人が、都会の喧騒の中でそれぞれの生き方を探る姿を描いている。
1958年7月から8月にかけてブローニュ＝ビヤンクールの撮影所で撮影された。
1959年3月11日、フランスで一般公開。同年6月26日から7月7日にかけて開催された第9回ベルリン国際映画祭で、最高賞である金熊賞を受賞した。
同年6月8日から13日にかけて、東京都の読売ホールで第2回「フランス映画祭」（主催：ユニフランス、日本映画海外普及協会、外国映画輸入配給協会）が開催され、『レ・ミゼラブル』『自殺への契約書』『いとこ同志』『燃える大地』『二十四時間の情事』『アルピニスト 岩壁に登る』の6本の新作長編と、短編映画『セーヌの詩』が上映された。本作品は6月10日に上映された。品田雄吉は『映画評論』1959年7月号に寄稿した映画祭のレポートで次のように綴った。
同年10月10日、日本で一般公開された。

## ストーリー

フロランス役のジュリエット・メニエル

田舎で母親に育てられたシャルル（ジェラール・ブラン）は大学で法学を学ぶため、パリに住む従兄のポール（ジャン＝クロード・ブリアリ）のアパルトマンに移り住む。ポールは女たらしの遊び人であり、アパルトマンに訪れた女が彼の子供を身ごもったことを話すと、ポールは女に金をわたし、中絶を命じて追い払う。パリ見物に誘われたシャルルは、とあるクラブで出会った美女フロランス（ジュリエット・メニエル）に恋をする。翌日行われたパーティーでシャルルはフロランスと心を通わせることになる。さらにその翌日、シャルルはフロランスとデートの約束を取り付けるが、互いに時間を取り違えてしまう。フロランスはポールのアパルトマンでシャルルを待つうちに、ポールに生真面目なシャルルとの恋は上手くいくはずがないと説得され、電撃的にポールに惹かれてしまう。シャルルが帰宅すると、フロランスとポールは同棲を始めることにしたと話す。

## キャスト
| 役名                                          | 俳優                         | 日本語吹替                                              |
| 役名                                          | 俳優                         | 東京12ch版                                              |
| --------------------------------------------- | ---------------------------- | ------------------------------------------------------- |
| シャルル                                      | ジェラール・ブラン           | 関根信昭                                                |
| ポール                                        | ジャン＝クロード・ブリアリ   | 山内雅人                                                |
| フロランス                                    | ジュリエット・メニエル       | 赤沢亜沙子                                              |
| 本屋                                          | ギイ・ドゥコンブル           |                                                         |
| ジュヌヴィエーヴ （ポールの子を妊娠した女性） | ジュヌヴィエーヴ・クリュニー | 若松雅子                                                |
| イヴォンヌ（ヴォンヴォン）                    | ミシェル・メリッツ           | 中島喜美栄                                              |
| イタリアのアルカンジェロ・ミネルヴァ伯爵      | コラド・ガルデュッシ         | 和田文夫                                                |
| フランソワーズ （フィリップを捨てた女性）     | ステファーヌ・オードラン     | 坪井章子                                                |
| マルク                                        | ポール・ビシリア             | 城山知馨夫                                              |
| 門番（家政婦）                                | ジャンヌ・ペレーズ           | 川路夏子                                                |
| マルティーヌ                                  | フランソワーズ・ヴァテール   | 渡辺典子                                                |
| フィリップ                                    | アンドレ・ジョセリン         | 市川治                                                  |
| ジャン（クロヴィス）                          | クロード・セルヴァル         | 堀勝之祐                                                |
| ジャクリーヌ                                  | ヴィルジニー・ヴィトリ       | 五島美恵子                                              |
| 不明 その他                                   | N/A                          | 武川信 小坂生男 中村武己 池水通洋 中村武男              |
| 日本語版スタッフ                              |                              |                                                         |
| 演出                                          | 演出                         | 斯波重治                                                |
| 翻訳                                          | 翻訳                         | 榎あきら                                                |
| 効果                                          | 効果                         | 南部満治                                                |
| 調整                                          | 調整                         | 桑原邦男                                                |
| 制作                                          | 制作                         | オムニバスプロモーション                                |
| 解説                                          | 解説                         | 芥川也寸志                                              |
| 初回放送                                      | 初回放送                     | 1971年6月10日 『木曜洋画劇場』 21:00-23:00 正味97分42秒 |